# Enrique Lafuente
Enrique Lafuente (Buenos Aires, Argentina; 15 de julio de 1815 - Copiapó, Chile; noviembre de 9 de septiembre de 1850)  fue un jurisconsulto y político argentino. Exsecretario privado del por aquel entonces gobernador de la provincia de Buenos Aires Juan Manuel de Rosas.

## Carrera
Hijo del teniente don Juan Bautista de la Fuente, quien había participado en la defensa de Buenos Aires contra los ingleses, y en la expedición al Alto Perú. Enrique Lafuente fue un partidario político colaborador del opositor El Grito Argentino. Formó parte del Salón Literario.
Enrique estudió en el Colegio de Ciencias Morales y en la Universidad, donde se une a sus compañeros de generación como Juan Bautista Alberdi, quien fue un ilustre abogado, jurista, economista, político, estadista, diplomático, escritor y músico argentino, autor intelectual de la Constitución Argentina de 1853. Se graduó de abogado en 1837. 
Fue un opositor clandestino, miembro del grupo secreto antirrosista Club de los Cinco, que había permanecido en la ciudad tras el exilio de sus compañeros de la Asociación de Mayo, del cual fue uno de sus fundadores. Este periódico de distribuía en Buenos Aires y fue perseguido por la Mazorca.
El lanzamiento de El Grito Argentino, coincidió con la conspiración de los Maza y con la evasión del General Juan Lavalle. El infiltrado Lafuente escribía desde el despacho de Juan Manuel de Rosas.
Vivió en el exilio en California, Brasil y Montevideo, hasta que decidió poner fin a su vida, debilitado su resistencia física, suicidándose en el cementerio de Copiapó, Chile, el 9 de septiembre de 1850 , poco después de cumplir treinta y cinco años.

## Infiltración
Al recibirse las instrucciones de Lavalle para trabajar en nivel militar, había algunos trabajadores en el nivel civil. Un amigo de Tejedor y Rafael Corvalán, Enrique Lafuente, pudo infiltrarse en la secretaría de Rosas: "Simulaba ser federal para descubrir más y servir mejor".
En abril de 1839, ocupó el cargo de escribiente en la secretaría de Rosas. No solo informaba de las cartas de Rosas, al que él llamaba "El Tigre", dictadas por el gobernador, sino frases oídas en la casa de la ciudad o en la quinta de Palermo. Daba impresiones sobre la manera de ser y vivir de Rosas, su aislamiento, su agotadora labor, sus comidas con los bufones (el padre Biguá y S.E. don Eusebio de la Santa Federación), sus pesadas bromas alivio de la tensión de sus nervios. 
Junto con Carlos Tejedor, Santiago Albarracín, Rafael Corvalán y Jacinto Rodríguez Peña, formaba el "Club de los Cinco", todos ellos informantes e infiltrados antirrosistas, que actuaban para su derrocamiento. Otro de los conspiradores de Rosas eran el general Juan Ramón González de Balcarce.
Fue un escribiente supernumerario en la secretaría del Gobernador, que tenía acceso a documentos de carácter reservado y, según parece, fue quien puso a Ramón Maza en relación con los demás conjurados.
Cuando Rosas descubrió de dicho complot en 1839, en la que estaba incluido Lafuente, le hizo creer a este tras dictarle una falsa carta, del cual le informó inmediatamente a Félix Frías (enviando en clave secreta), que el ejército de Echague no invadiría la Banda Oriental, cuando había dado las órdenes de invasión para los primeros días de julio. Lo hizo para que los franceses creyeran que se había arreglado con Rivera, o tener desprevenido a éste. Rosas debió haber comentado a su familia las actividades de Lafuente, porque su hijo Juan, cuando pasó un día al escribiente la mano por la cabellera, le dijo "Este pelo tiene olor a pólvora". No pasó del susto porque Lafuente no fue tocado.
El 27 de junio de 1839, el coronel Ramón Maza se dirigió a la Sala de Representantes para hacer renuncia de su cargo. Mientras redactaba la denuncia entraron dos emponchados y lo apuñalaron. Murió un día después.
Luego de que Rosas mandara a apresar a cada uno de los traidores y conspiradores en contra suya, le permitió a algunos fugarse al extranjero, entre ellos, Lafuente, ya que su permanencia en Buenos Aires resultaría peligrosa por la exaltación de los ánimos. Junto a Carlos Tejedor huyeron a Montevideo, Uruguay y estuvieron un tiempo en la Banda Oriental.

## Suicidio
Debido a sus desánimos por su poco éxito económicos sufridos en Brasil sumados al deterioro en su salud, decide instalarse en Chile, en donde se quitó la vida. El 9 de septiembre de 1850 Enrique Lafuente fue al cementerio de Copiapó y se mató de un balazo en la sien. Su amigo, Carlos Tejedor, sufragó los gastos del entierro. Lafuente tenía 35 años.
Su pariente Ricardo de Lafuente Machain, un escritor argentino, le dedicó una obra biográfica de sus éxitos y fracasos publicada en 1946.